# Les Petits Champions
Série Les Petits Champions
Les Petits Champions 2
(1994)
Pour plus de détails, voir Fiche technique et Distribution.
Les Petits Champions ou Jeu de puissance au Québec (The Mighty Ducks) est un film américain réalisé par Stephen Herek, sorti en 1992.
Il est le premier volet d'une série de films produits par Walt Disney Pictures sur l'équipe de hockey sur glace des « Mighty Ducks ». Le succès du film engendre de nombreux produits dérivés, deux séries télévisées et même la création d'une véritable franchise professionnelle de hockey sur glace en 1993, les Mighty Ducks d'Anaheim (plus tard renommés Ducks d'Anaheim).

## Synopsis
Gordon Bombay est un avocat à succès de Minneapolis, toujours prêt à tout pour gagner. Arrêté pour conduite en état d'ivresse, il est condamné à des travaux d'intérêt général : devenir entraîneur de hockey sur glace, sport qu'il déteste par-dessus tout depuis un certain match décisif perdu en 1973 quand il était enfant. Gordon est très réticent mais doit se plier aux volontés du patron de son cabinet, M. Ducksworth. Il doit entraîner l'équipe du 5e district de la catégorie pee-wee (11–12 ans) de Minneapolis-Saint Paul. Cette équipe finit toujours dernière de sa division, chaque année. Ironie du sort, le premier match de Gordon est contre les Hawks, son ancienne équipe. L'équipe du 5e district subit une cinglante défaite 17-0. Pas du tout motivé au départ, Gordon va peu à peu gagner la confiance de ses joueurs. Il se lie principalement avec Charlie Conway, un jeune garçon qui vit seul avec sa mère, ce qui rappelle beaucoup de choses à Gordon. L'équipe du 5e district est ensuite rebaptisée « Ducks » (les « Canards ») en clin d’œil à M. Ducksworth, dont le cabinet a fourni tous les équipements. L'équipe améliore ses résultats et est en course pour accéder aux séries éliminatoires.

## Fiche technique
Sauf indication contraire, les informations mentionnées dans cette section peuvent être confirmées par les bases de données cinématographiques IMDb et Allociné,  présentes dans la section « Liens externes ».
- Titre original : The Mighty Ducks
- Titre français : Les Petits Champions
- Titre québécois : Jeu de puissance[1]
- Réalisation : Stephen Herek
- Scénario : Steven Brill
- Musique : David Newman
  - Musiques additionnelles : Mark Wahlberg[2]
- Direction artistique : Tony Fanning
- Décors : Jaymes Hinkle[2] et Randy Ser
- Costumes : Jacqueline G. Arthur[2] et Grania Preston
- Photographie : Thomas Del Ruth
- Son : Tim Chau, David E. Campbell, John T. Reitz, Gregg Rudloff
- Montage : Larry Bock et John F. Link
- Production : Jon Avnet et Jordan Kerner
  - Coproduction : Martin Huberty et Lynn M. Morgan
- Sociétés de production : Avnet/Kerner Productions, présenté par Walt Disney Pictures, présenté en association avec Touchwood Pacific Partners 1
- Sociétés de distribution : Buena Vista Pictures Distribution (États-Unis) ; Gaumont Buena Vista International (France)
- Budget : 10 millions de $[3] ; 13 millions de $[4]
- Pays de production :  États-Unis
- Langue originale : anglais
- Format : couleur (Astrocolor) (Technicolor) — 35 mm — 1,85:1 (Panavision) — son Dolby (RCA Sound Recording)
- Genres : comédie, action, drame, sport (Hockey sur glace)
- Durée : 104 minutes
- Dates de sortie[5] :
  - États-Unis, Québec : 2 octobre 1992[1]
  - France : 24 mars 1993
- Classification :
  - États-Unis : des scènes peuvent heurter les enfants - accord parental souhaitable (PG - Parental Guidance Suggested)[N 1]
  - France : tous publics (conseillé à partir de 10 ans)[2]
  - Québec : tous publics (G - General Rating)[1]

## Distribution
- Emilio Estevez (VF : Serge Faliu ; VQ : Sébastien Dhavernas) : Gordon Bombay
- Joss Ackland (VF : Jean-Claude Michel ; VQ : Yves Massicotte) : Hans
- Lane Smith (VF : Michel Fortin ; VQ : Guy Nadon) : Jack Reilly
- Heidi Kling (VF : Micky Sébastian ; VQ : Lisette Dufour) : Casey Conway
- Josef Sommer (VF : Roland Ménard) : Gerald Ducksworth
- Joshua Jackson (VF : Maël Davan-Soulas) : Charlie Conway
- Elden Ratliff (VF : Vincent Barazzoni ; VQ : Olivier Visentin) : Fulton Reed
- Shaun Weiss (VF : Charles Pestel) : Greg Goldberg
- M. C. Gainey (VF : Bertrand Beautheac ; VQ : Éric Gaudry) : Lewis
- Matt Doherty (VF : Christophe Lemoine) : Lester Averman
- Brandon Adams (VF : Jackie Berger) : Jesse Hall
- J. D. Daniels (VF : Dimitri Rougeul) : Peter Mark
- Aaron Schwartz (VF : Carol Styczen) : Dave Karp
- Garette Ratliff Henson : Guy Germaine
- Marguerite Moreau (VF : Aurélia Dausse) : Connie Moreau
- Jussie Smollett (VF : Boris Roatta) : Terry Hall
- Vincent A. Larusso (VF : David Lesser) : Adam Banks
- Danny Tamberelli : Tommy Duncan
- Hal Fort Atkinson III (VF : Michel Mella ; VQ : Hubert Gagnon) : Phillip Banks
- Basil McRae : lui-même
- Michael Modano : lui-même
- John Beasley : M. Hall
- Brock Pierce : Gordon Bombay, enfant
- Steven Brill (VF : Pierre-François Pistorio) : Frank Huddy
- George Coe (VF : Gabriel Cattand ; VQ : Victor Désy) : le juge Weathers

## Sorties cinéma
Sauf mention contraire, les informations suivantes sont issues de l'IMDb
- États-Unis : 20 septembre 1992 (Westwood (Californie))
- États-Unis : 2 octobre 1992
- Québec : 2 octobre 1992[1]
- Pays-Bas : 18 février 1993 (Leeuwarden)
- Brésil : 5 mars 1993
- Suède : 19 mars 1993
- France : 24 mars 1993
- Portugal : 26 mars 1993
- Espagne : 2 avril 1993
- Uruguay : 2 avril 1993
- Allemagne : 8 avril 1993
- Danemark : 30 avril 1993
- Canada : 18 juin 1993
- Argentine : 1er juillet 1993
- Australie : 1er juillet 1993
- Finlande : 2 juillet 1993
- Royaume-Uni : 2 juillet 1993
- Japon : 3 juillet 1993
- Russie : 10 juillet 1993

## Sorties TV et vidéos
Sauf mention contraire, les informations suivantes sont issues de l'IMDb
| Sortie en vidéos - Hongrie : 15 décembre 1994 - Grèce : 14 décembre 1999 (DVD) - France : - 8 septembre 1999 (DVD) - 6 août 2003 (DVD) - Mexique : 11 avril 2000 (DVD) - Équateur : 10 juin 2021 (Blu-ray) | Diffusion TV - Pologne : 4 juillet 2009 | Sortie en VOD - Italie : 9 décembre 1999 - France : 1er septembre 2020 |

## Production

### Attribution des rôles
Scénariste du film, Steven Brill voulait initialement tenir le rôle de l'entraineur Gordon Bombay. Le studio préfère cependant un acteur plus connu. Le rôle est donc proposé à Charlie Sheen, qui le refuse. C'est finalement son frère Emilio Estevez qui l'incarne. Tom Cruise, Tom Hanks ou encore Michael J. Fox avaient un temps été envisagés, tout comme Bill Murray finalement jugé trop vieux.
Jake Gyllenhaal a auditionné pour le rôle de Charlie Conway, mais ses parents ne sont pas d'accord pour qu'il y participe. Le rôle reviendra finalement à Joshua Jackson. Leonardo DiCaprio a également auditionné pour ce rôle. Juliette Lewis a quant à elle auditionné pour incarner Connie, finalement obtenu par Marguerite Moreau.
On peut voir des apparitions de joueurs professionnels des North Stars du Minnesota, Mike Modano et Basil McRae.

### Tournage
Le tournage a lieu de janvier à avril 1992. Il se déroule dans le Minnesota, principalement dans les « villes jumelles » Minneapolis-Saint Paul, mais également dans d'autres villes de l'État (South Bloomington, New Hope, Coon Rapids).

## Accueil

### Box-office
Le film est un succès commercial. Avec un budget d'environ 10 000 000 $, le film récolte 50 752 337 $ rien qu'au box-office américain. En France, le film n'enregistre que 164 756 entrées. Il s'agit du seul volet de la série de films à être sorti en salles sur le territoire français.

## Nominations
Source : Internet Movie Database
- Young Artist Awards 1993 :
  - Meilleur ensemble de jeunes acteurs dans un film pour Brandon Quintin Adams, Joshua Jackson, J.D. Daniels, Matt Doherty, Elden Henson, Garette Ratliff Henson, Vincent LaRusso, Marguerite Moreau, Jane Plank, Aaron Schwartz, Jussie Smollett, Danny Tamberelli et Shaun Weiss
  - Meilleure jeune actrice dans un second rôle pour Marguerite Moreau

## Clins d'œil
- Le nom du personnage Gordon Bombay est une combinaison de deux marques commercialisant du gin : Gin Gordon’s et Bombay Sapphire[8].
- Le joueur portant le no 10 des Hawks se nomme Herek. Le réalisateur du film est Stephen Herek[8].
- On peut voir dans le film 2 franchises professionnelles de la Ligue Nationale de Hockey s'affronter, les Whalers de Hartford contre les North Stars du Minnesota, 2 franchises qui n'existent plus.

## Postérité et produits dérivés

### La licence de la LNH
La sortie du film lance une nouvelle vague d'engouement pour le hockey sur glace chez les jeunes. Devant le succès du film, qui rapporte 51 millions de dollars, la Walt Disney Company décide de demander à la Ligue nationale de hockey l'octroi d'une franchise. Le 10 décembre, la LNH autorise Disney à développer une franchise,. Il est décidé que cette équipe prendra ses quartiers à Anaheim, située dans la banlieue de Los Angeles et qui a également l'avantage d'abriter le Disneyland Resort, l'un des plus grands parcs d'attractions de la firme américaine. Les Mighty Ducks d'Anaheim sont les premiers locataires de l'Anaheim Arena, plus tard renommée Arrowhead Pond of Anaheim et actuellement connue sous le nom de Honda Center.
De plus, le hockey sur glace en Californie connaît un regain d'intérêt depuis 1988 et le transfert de Wayne Gretzky, souvent considéré comme le plus grand joueur de tous les temps, aux Kings de Los Angeles. Cependant, beaucoup de puristes ont grincé des dents lorsqu'ils ont appris que cette nouvelle équipe serait nommée en fonction d'un film pour enfants, et considèrent que le maillot et le nom de la franchise sont ridicules,.
L'équipe devient finalement les Ducks d'Anaheim à partir de la saison 2006-2007 et change entièrement de maillot et de logo.

### Série de films et séries télévisées
- Les Petits Champions (The Mighty Ducks, 1992)
- Les Petits Champions 2 (D2: The Mighty Ducks, 1994)
- Les Petits Champions 3 (D3: The Mighty Ducks, 1996)
- Mighty Ducks (1996-1997, animation)
- Les Petits Champions : Game Changers (2021, prises de vues réelles)